# Dredge-up
En dredge-up är en period i utvecklingen av en stjärna där en ytkonvektionszon sträcker sig ner till skikten där material har genomgått nukleär fusion. Som ett resultat blandas fusionsprodukterna in i de yttre skikten i stjärnans atmosfär där de kan uppträda i spektrumet för stjärnan.
Första dredge-up inträffar när en stjärna i huvudserien kommer in i den röda jättegrenen. Som ett resultat av den konvektiva omblandningen kommer den yttre atmosfären att visa den spektrala signaturen för vätefusion: 12C/13C- och C/N-förhållandena sänks och ytmängden av litium och beryllium kan minska.
Andra dredge-up sker i stjärnor med en massa av 4–8 solmassor. När fusion av helium kommer till sitt slut i kärnan, blandar konvektion produkterna från CNO-cykeln. Denna andra dredge-up resulterar i en ökning av ytmängden på 4He och 14N, medan mängden 12C och 16O minskar.
Tredje dredge-up inträffar efter att en stjärna kommer in i den asymptotiska jättegrenen och en flash uppträder längs ett skal av heliumfusion. Denna dredge-up gör att helium, kol och s-processprodukterna förs upp till ytan. Resultatet är en ökning av mängden kol relativt syre, vilket kan skapa en kolstjärna.
Benämningen på varje dredge-up bestäms av det evolutionära och strukturella tillståndet för stjärnan där var och en inträffar, inte av den sekvens som stjärnan befinner sig i. Som ett resultat får stjärnor med lägre massa första och tredje dredge-up i sin utveckling men inte den andra.